# 7e étape du Tour d'Espagne 2016
La 7e étape du Tour d'Espagne 2016 s'est déroulée le vendredi 26 août 2016, entre Maceda et Puebla de Sanabria.

## Résultats

### Classement de l'étape
| \| Classement de l'étape \| Classement de l'étape \| Classement de l'étape \| Classement de l'étape \| Classement de l'étape \| \| Coureur \| Coureur \| Pays \| Équipe \| Temps \| \| --------------------- \| --------------------- \| --------------------- \| --------------------- \| --------------------- \| \| 1er \| Jonas Van Genechten \| Belgique \| IAM Cycling \| 3 h 55 min 44 s \| \| 2e \| Daniele Bennati \| Italie \| Tinkoff \| + 0 s \| \| 3e \| Alejandro Valverde \| Espagne \| Movistar Team \| + 0 s \| |                     |          |               |                 |
| |                     |          |               |                 |
| Source : ProCyclingStats |                     |          |               |                 |
| Classement de l'étape |                     |          |               |                 |
| Coureur | Coureur             | Pays     | Équipe        | Temps           |
| 1er | Jonas Van Genechten | Belgique | IAM Cycling   | 3 h 55 min 44 s |
| 2e | Daniele Bennati     | Italie   | Tinkoff       | + 0 s           |
| 3e | Alejandro Valverde  | Espagne  | Movistar Team | + 0 s           |

### Classement général
| \| Classement général \| Classement général \| Classement général \| Classement général \| Classement général \| \| Coureur \| Coureur \| Pays \| Équipe \| Temps \| \| ------------------ \| ------------------ \| ------------------ \| ------------------ \| ------------------ \| \| 1er \| Darwin Atapuma \| Colombie \| BMC Racing Team \| 25 h 41 min 05 s \| \| 2e \| Alejandro Valverde \| Espagne \| Movistar Team \| + 24 s \| \| 3e \| Christopher Froome \| Royaume-Uni \| Team Sky \| + 32 s \| |                    |             |                 |                  |
| |                    |             |                 |                  |
| Source : ProCyclingStats |                    |             |                 |                  |
| Classement général |                    |             |                 |                  |
| Coureur | Coureur            | Pays        | Équipe          | Temps            |
| 1er | Darwin Atapuma     | Colombie    | BMC Racing Team | 25 h 41 min 05 s |
| 2e | Alejandro Valverde | Espagne     | Movistar Team   | + 24 s           |
| 3e | Christopher Froome | Royaume-Uni | Team Sky        | + 32 s           |